# Цивилно ваздухопловство
Цивилно ваздухопловство је једна од две главне категорије ваздухопловства, које уључује све видове комерцијалног и некомерцијалног ваздухопловства осим војног ваздухопловства. Највећи број земаља света чланице су Организације међународног цивилног ваздухопловства (ИКАО) и заједно раде на успостављањју стандарда и прописа у цивилном ваздухопловству кроз ту организацију.
Цивилно ваздухопловство укључује две главне категорије:
- Комерцијални авио-превоз подразумева све летове у циљу превоза путника и робе који се обављају за финансијску накнаду, укључујући редовне и ванредне летове
- Генералну авијацију, што укључује превоз за сопствене потребе, спортско летење и пружање услуга из ваздуха, тј обављања специјалних задатака као запрашивање, фотографисање, геодезија, патролирање, трагање и спасавање, медицински превоз, оглашавање и слично

Иако јавност цивилно ваздухопловство најчешће идентификује са комерцијалним редовним авио-превозом, то чини мањи део укупног броја летова.